# Камена Поруба (Жилина)
Камена Поруба (слч. Kamenná Poruba) насељено је мјесто са административним статусом сеоске општине (слч. obec) у округу Жилина, у Жилинском крају, Словачка Република.

## Становништво
| Година:    | 1994. | 2004.   | 2014.   | 2024.   |
| ---------- | ----- | ------- | ------- | ------- |
| Број људи: | 1685  | 1815    | 1857    | 1852    |
| Разлика:   |       | +7,71 % | +2,31 % | -0,26 % |

| Година:    | 2023. | 2024.   |
| ---------- | ----- | ------- |
| Број људи: | 1860  | 1852    |
| Разлика:   |       | -0,43 % |

Према подацима о броју становника из 2024. године насеље је имало 1852 становника.